# Wärtsilä-Sulzer RTA96-C
 Wärtsilä-Sulzer RTA96-C  (Вяртсиля-Зульцер) — двотактний турбокомпресорний дизельний двигун, розроблений фінською машинобудівною компанією Wärtsilä. В наш час[коли?] є найбільшим у світі поршневим двигуном внутрішнього згоряння  , з тих що працюють на мазуті, призначеним для контейнеровозів . Висота двигуна становить 13,4 метра, довжина - 27 метрів. Суха маса двигуна становить 2300 тонн. Найбільший 14-циліндровий двигун розвиває максимальну потужність 80 088 КВт (108 920 кінських сил).
Перший примірник двигуна було встановлено на данський контейнеровоз Емма Маерськ . Станом на лютий 2011 р. експлуатується 25 двигунів цього типу та 86 замовлено.

## Технічні характеристики
- Конфігурація двигуна — від 6 до 14 циліндрів.
- Діаметр циліндра — 960 мм.
- Хід поршня — 2500 мм.
- Робочий об'єм циліндра — 1820 літрів; об'єм 14-ти циліндрів — 25480 літрів.
- Обертів на хвилину — 92-102.
- Крутний момент — 7603850 Н · м (при 102-х оборотах на хвилину)
- Середній ефективний тиск в циліндрі — 1,96 МПа.
- Середня швидкість поршня — 8,5 м / с.
- Питома витрата палива — 171 г / КВт · год (126 г / к.с.г. (3,80 л / с))
- Вага колінчастого вала — 300 тонн.

## ККД
Ефективність двигуна при використанні певного палива — найкраща для двигунів внутрішнього згоряння. Це вносить двигун в список GE Energy H-System від General Electric. 